# 四葉草

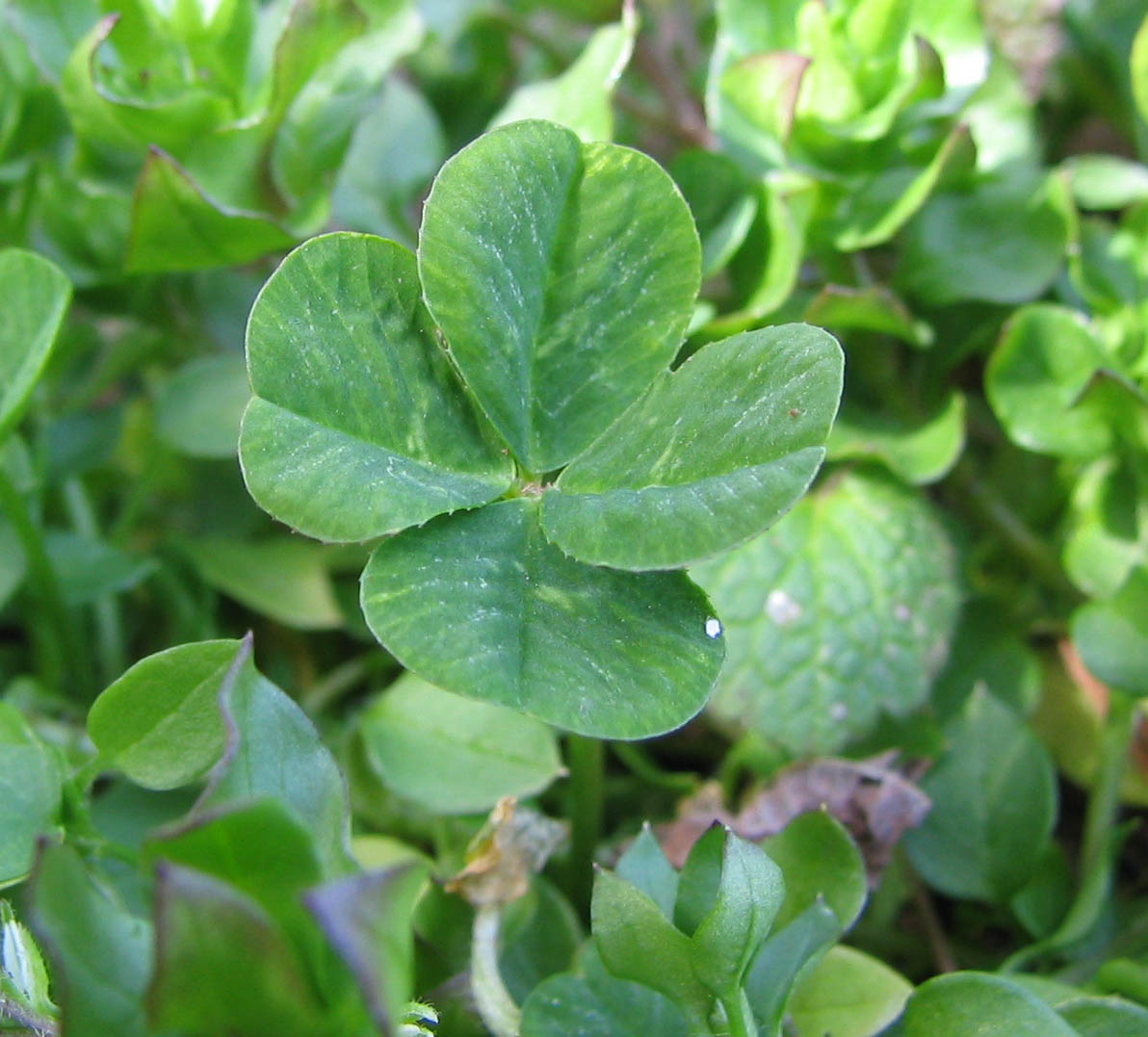
幸運草之一

幸運草（Lucky clover），是車軸草族植物（包括三葉草屬和苜蓿屬）的稀有變種，也有五葉以上。

## 象徵意義
在歐洲，認為找到四葉草是幸運的表現，因而成為小孩們喜爱的遊戲，他們相信找到四葉草就能得到幸福。被賦予這些象徵意義是因其非常罕见，傳說大约一萬至十萬株三葉草中才會有一株是四葉的；而對於超過500萬個三葉草的實際觀察，發現實際出現四葉的頻率接近5,000比1。
傳說中幸運草的四片葉子所代表的意思，有以下兩種講法：
1. 第一片葉子代表希望（hope）、第二片葉子表示信心（faith）、第三片葉子是愛情（love）、而多出來的第四片葉子則是幸運（luck）的象徵。這種說法與基督教的望德、信德和愛德思想相配。
2. 第一片葉子代表真愛（love）、第二片葉子代表健康（health）、第三片葉子代表名譽（glory）、第四片葉子代表財富（riches）。

因其葉子形狀與酢漿草相似，使台灣、香港等地普遍將出現四葉的酢漿草稱為「四葉草」，與歐洲傳統中將出現四葉的三葉草稱為「四葉草」有所區別。
其他以「四葉草」出售的物種包括蘋科的蘋、田字草等。

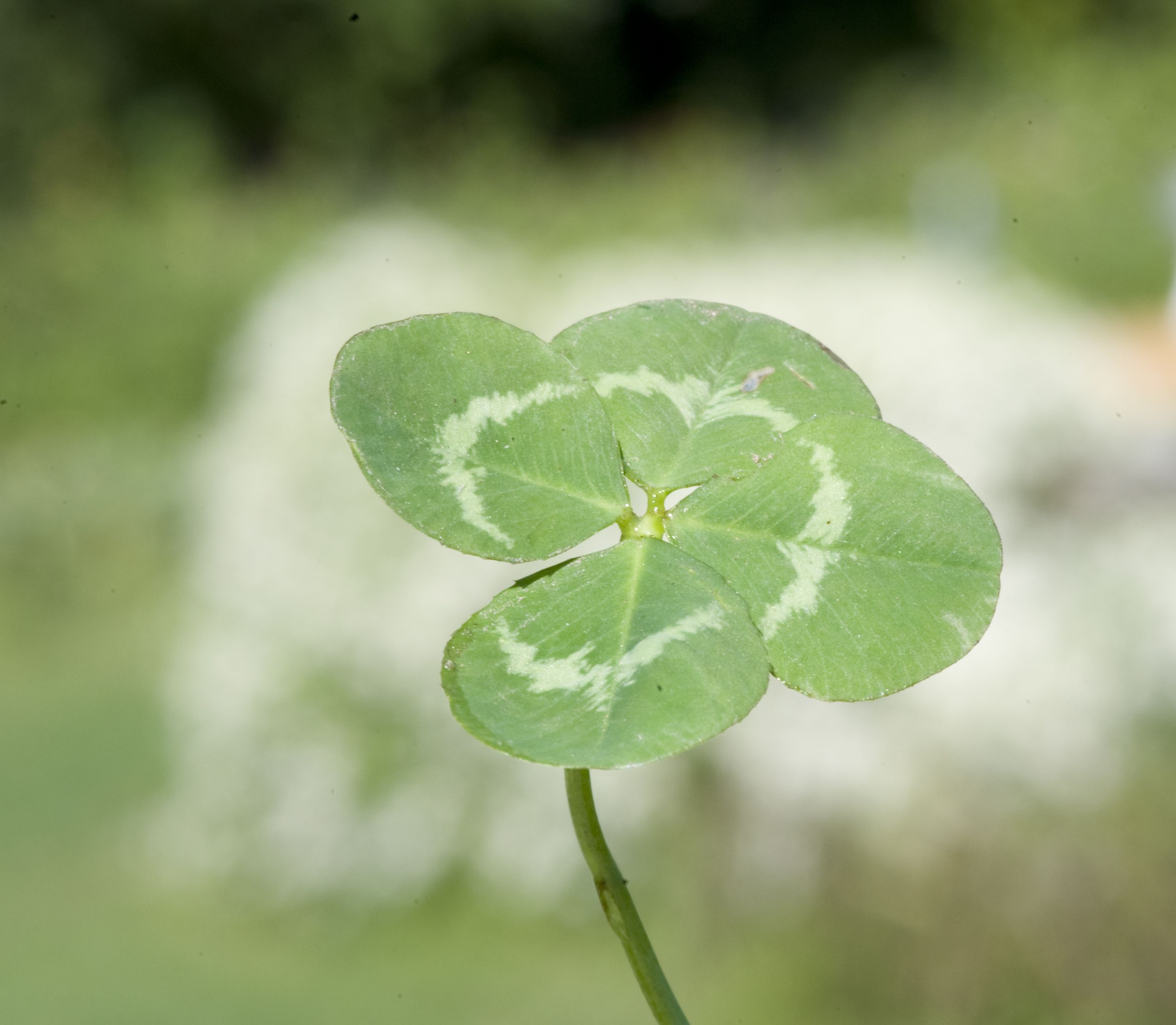
幸運草之二